# Konstantīns Ovčiņņikovs
Konstantīns Ovčiņņikovs (Biskek, 10 de noviembre de 1983) es un deportista letón que compitió en judo. Ganó una medalla de bronce en el Campeonato Europeo de Judo de 2012, en la categoría de –81 kg.

## Palmarés internacional
| Campeonato Europeo | Campeonato Europeo  | Campeonato Europeo | Campeonato Europeo |
| Año                | Lugar               | Medalla            | Categoría          |
| ------------------ | ------------------- | ------------------ | ------------------ |
| 2012               | Cheliábinsk (Rusia) | Medalla de bronce  | –81 kg             |